# Bradley Efron
Pour les articles homonymes, voir Efron.
Bradley Efron est un statisticien américain né à Saint Paul dans le Minnesota le 24 mai 1938, professeur de statistiques à l'université de Stanford.
Il est célèbre pour avoir introduit les méthodes de rééchantillonnage dites méthodes de bootstrap,,,. Ces méthodes ont la particularité d'utiliser la puissance de calcul des ordinateurs pour améliorer l'inférence statistique.
Il a créé le dé non transitif d'Efron.

## Distinctions
- 1990 : Prix Samuel Wilks de l'American Statistical Association
- 1998 : Prix Parzen
- 2005 : National Medal of Science de la National Science Foundation[8]
- 2014 : Médaille Guy d'or
- 2019 : Prix international de statistiques

## Publications
- (en) Bradley Efron, « Bootstrap Methods: Another Look at the Jackknife », Annals of Statistics, vol. 7, no 1,‎ janvier 1979, p. 1-26 (ISSN 0090-5364, DOI 10.1214/aos/1176344552, JSTOR 2958830)
- (en) Bradley Efron, The Jackknife, the Bootstrap, and Other Resampling Plans, Philadelphia (Pa.), SIAM, U.S., 1982, 92 p. (ISBN 0-89871-179-7, présentation en ligne)
- (en) Bradley Efron et Rob Tibshirani, « Bootstrap Methods for Standard Errors, Confidence Intervals, and Other Measures of Statistical Accuracy », Statistical Science, vol. 1, no 1,‎ 1986, p. 54-75 (lire en ligne, consulté le 20 décembre 2011)
- (en) Bradley Efron et Rob Tibshirani, « Statistical Data Analysis in the Computer Age », Science, vol. 253, no 5018,‎ 12 juillet 1991, p. 390-395 (lire en ligne)
- (en) Bradley Efron et Rob Tibshirani, An Introduction to the Bootstrap, New York, Chapman & Hall/CRC, 15 mai 1994, 436 p. (ISBN 0-412-04231-2)